# (34754) 2001 QG111
2001 QG111 (asteroide 34754) é um asteroide da cintura principal. Possui uma excentricidade de 0.16206880 e uma inclinação de 7.73390º.
Este asteroide foi descoberto no dia 25 de agosto de 2001 por Charles W. Juels em Fountain Hills.